# Thecophora fulvipes

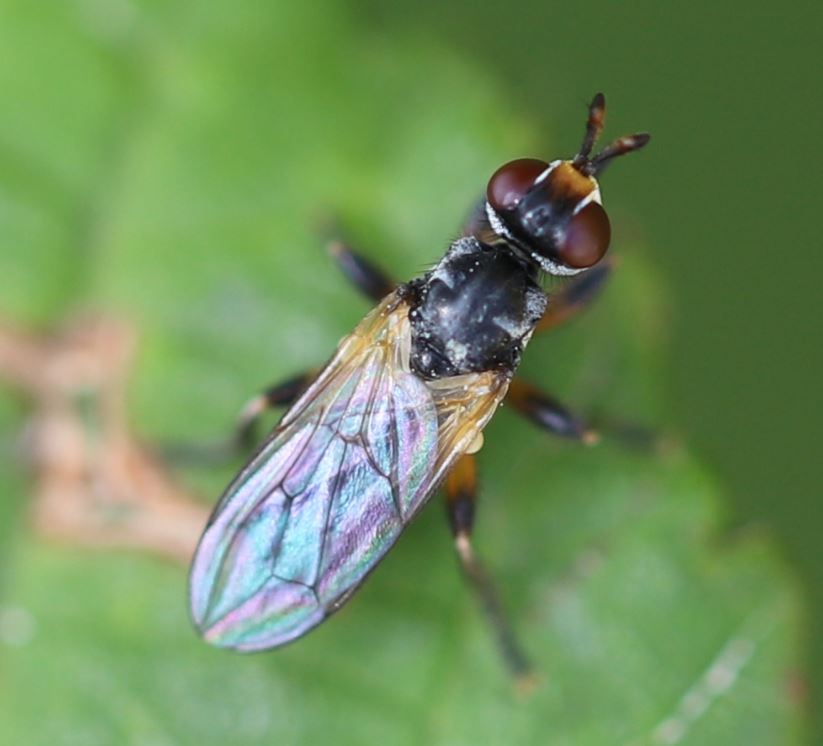
Thecophora cf. fulvipes, Dorsalansicht

Thecophora fulvipes ist eine Blasenkopffliege aus der Unterfamilie der Myopinae. Die Gattung Thecophora ist in Europa mit 6 Arten vertreten. Das aus dem Lateinischen stammende Art-Epitheton fulvipes bedeutet „mit gelbbraunen Füßen“.

## Merkmale
Die Fliegen sind 7–8 mm lang. Thorax und Hinterleib sind goldfarben bestäubt. Die basalen zwei Drittel der hinteren Femora sind gelbbraun gefärbt, die vorderen und mittleren Femora sind überwiegend bräunlich, jedoch an den Innenseiten gelbbraun gefärbt. Die Dorsalseite des Thorax weist zwei graue Längslinien auf, getrennt von einer schwarzen unbestäubten Linie. Die Facettenaugen sind rotbraun. Die Frons der Fliegen ist gelb gefärbt. Die relativ langen Fühler sind überwiegend dunkelbraun gefärbt. Die innere Seite des Scapus sowie die Basis des Pedicellus sind gelblich gefärbt. Der Proboscis ist relativ lang. Die transparenten Flügel weisen an der Basis eine Gelbfärbung auf. Die Halteren sind weiß. Die Weibchen besitzen eine Legeröhre (Theca) auf der Unterseite des Hinterleibs, die senkrecht von den Sterniten weg gerichtet ist und spitz zuläuft. Außerdem ist das hinterste Sternit nicht umgebogen.

## Verbreitung
Die Art ist in Europa weit verbreitet. Das Vorkommen reicht von Fennoskandinavien und den Britischen Inseln im Norden bis auf die Iberische Halbinsel und Italien im Süden. Im Osten erstreckt sich das Vorkommen bis in den nordwestlichen Iran.

## Lebensweise
Die Fliegen kann man von Ende März bis September beobachten. Sie sind Parasitoide der Bienengattungen Halictus und Lasioglossum. Diesen Bienen lauern die weiblichen Fliegen an deren Nesteingängen oder an Blüten, die sie häufig besuchen, auf. Die Weibchen heften in der Regel ein Ei an den Hinterleib der Bienen an. Die geschlüpfte Fliegenlarve bohrt sich in ihren Wirt und frisst diesen von Innen langsam auf. Die lebenswichtigen Organe werden bis zum Schluss verschont. Die Verpuppung findet im Wirt statt. Die Art überwintert als Puppe.